# Copa de Campeones de América 1964
La Copa de Campeones de América 1964 fue la quinta edición de la actualmente denominada Copa Conmebol Libertadores, torneo de clubes más importante de América del Sur, organizado por la Confederación Sudamericana de Fútbol. Participaron equipos de diez países sudamericanos: Argentina, Bolivia, Brasil, Chile, Colombia, Ecuador, Paraguay, Perú, Uruguay y Venezuela.
El campeón fue Independiente de Argentina, que logró así su primer título en la competición, siendo a su vez el primer club argentino en lograrlo. La final, que jugó ante Nacional de Uruguay, tuvo la particularidad de ser la primera disputada por dos equipos que no habían sido campeones anteriormente, y de ser, también, la primera en coronar al equipo que definió el torneo en condición de local. Gracias a la consagración, Independiente disputó la Copa Intercontinental 1964 frente a Internazionale de Italia, y clasificó a las semifinales de la Copa Libertadores 1965.

## Formato
La competición contó con una ronda preliminar disputada por solamente 2 equipos, cuyo ganador accedió a la Fase de grupos, a la que ya se encontraban clasificados los 8 equipos procedentes de las competiciones locales. Los 9 equipos fueron divididos en tres grupos de 3 equipos, y el primero de cada zona accedió directamente a las semifinales, donde se les unió el campeón de la edición anterior.
|                              |                              | Equipos que entran en esta fase                                                      | Equipos que provienen de la fase anterior     |
| ---------------------------- | ---------------------------- | ------------------------------------------------------------------------------------ | --------------------------------------------- |
| Ronda preliminar (2 equipos) | Ronda preliminar (2 equipos) | - 1 equipo de Brasil y Venezuela                                                     |                                               |
| Fase de grupos (9 equipos)   | Fase de grupos (9 equipos)   | - 1 equipo de Argentina, Bolivia, Chile, Colombia, Ecuador, Paraguay, Perú y Uruguay | - 1 equipo clasificado de la Ronda preliminar |
| Fases finales (4 equipos)    | Fases finales (4 equipos)    | - 1 equipo, campeón de la Copa de Campeones de América 1963                          | - 3 equipos primeros de la Fase de grupos     |

## Equipos participantes
En cursiva los equipos debutantes en el torneo.
| País                                       | Equipo           | Vía de clasificación                                                                        |
| ------------------------------------------ | ---------------- | ------------------------------------------------------------------------------------------- |
| Argentina 1 cupo                           | Independiente    | Campeón del Campeonato de Primera División 1963                                             |
| Bolivia 1 cupo                             | Aurora           | Campeón del Campeonato de Primera División 1963.                                            |
| Brasil 1 cupo + campeón vigente de la copa | Santos Bahia     | Campeón de la Copa de Campeones de América 1963 Subcampeón del Campeonato Brasileño de 1963 |
| Chile 1 cupo                               | Colo-Colo        | Campeón del Campeonato de Primera División 1963                                             |
| Colombia 1 cupo                            | Millonarios      | Campeón del Campeonato Colombiano 1963                                                      |
| Ecuador 1 cupo                             | Barcelona        | Campeón del Campeonato Ecuatoriano de 1963                                                  |
| Paraguay 1 cupo                            | Cerro Porteño    | Campeón del Campeonato Paraguayo de 1963                                                    |
| Perú 1 cupo                                | Alianza Lima     | Campeón del Campeonato Peruano de 1963                                                      |
| Uruguay 1 cupo                             | Nacional         | Campeón del Campeonato Uruguayo de 1963                                                     |
| Venezuela 1 cupo                           | Deportivo Italia | Campeón de la Primera División Venezolana 1963                                              |

### Distribución geográfica de los equipos
Distribución geográfica de las sedes de los equipos participantes:

## Ronda preliminar
El clasificado de Venezuela y el segundo clasificado de Brasil se enfrentaron en una llave a doble partido, cuyo ganador avanzó a la fase de grupos.
| Fechas         | Local en la ida  | Global | Local en la vuelta | Ida | Vuelta |
| -------------- | ---------------- | ------ | ------------------ | --- | ------ |
| 3 y 8 de abril | Deportivo Italia | 2:1    | Bahia              | 0:0 | 2:1    |

## Fase de grupos
Santos, como campeón de la Copa de Campeones de América 1963, inició su participación desde semifinales. Los otros 9 equipos participantes se distribuyeron en 3 grupos de 3 equipos cada uno, donde se enfrentaron todos contra todos. El primero de cada uno de ellos pasó a las semifinales.

### Grupo 1
| Equipo        | Pts. | PJ | PG | PE | PP | GF | GC | DG  |
| ------------- | ---- | -- | -- | -- | -- | -- | -- | --- |
| Nacional      | 7    | 4  | 3  | 1  | 0  | 9  | 2  | 7   |
| Cerro Porteño | 4    | 4  | 1  | 2  | 1  | 11 | 6  | 5   |
| Aurora        | 1    | 4  | 0  | 1  | 3  | 2  | 14 | –12 |

| \| Fecha \| Lugar \| Local \| Resultado \| Visitante \| \| ----------- \| ---------- \| ------------- \| --------- \| ------------- \| \| 12 de abril \| Cochabamba \| Aurora \| 2:2 \| Cerro Porteño \| \| 19 de abril \| Montevideo \| Nacional \| 2:0 \| Aurora \| \| 26 de abril \| Asunción \| Cerro Porteño \| 2:2 \| Nacional \| \| 3 de mayo \| Cochabamba \| Aurora \| 0:3 \| Nacional \| \| 10 de mayo \| Montevideo \| Nacional \| 2:0 \| Cerro Porteño \| \| 17 de mayo \| Asunción \| Cerro Porteño \| 7:0 \| Aurora \| |            |               |           |               |
| Fecha | Lugar      | Local         | Resultado | Visitante     |
| 12 de abril | Cochabamba | Aurora        | 2:2       | Cerro Porteño |
| 19 de abril | Montevideo | Nacional      | 2:0       | Aurora        |
| 26 de abril | Asunción   | Cerro Porteño | 2:2       | Nacional      |
| 3 de mayo | Cochabamba | Aurora        | 0:3       | Nacional      |
| 10 de mayo | Montevideo | Nacional      | 2:0       | Cerro Porteño |
| 17 de mayo | Asunción   | Cerro Porteño | 7:0       | Aurora        |

### Grupo 2
| Equipo        | Pts. | PJ | PG | PE | PP | GF | GC | DG |
| ------------- | ---- | -- | -- | -- | -- | -- | -- | -- |
| Independiente | 7    | 4  | 3  | 1  | 0  | 11 | 3  | 8  |
| Millonarios   | 4    | 4  | 2  | 0  | 2  | 6  | 8  | –2 |
| Alianza Lima  | 1    | 4  | 0  | 1  | 3  | 5  | 11 | –6 |

| \| Fecha \| Lugar \| Local \| Resultado \| Visitante \| \| ----------- \| ------------------ \| ------------- \| ------------- \| ------------- \| \| 7 de mayo \| Bogotá \| Millonarios \| 3:2 \| Alianza Lima \| \| 31 de mayo \| Avellaneda \| Independiente \| 4:0 \| Alianza Lima \| \| 4 de junio \| Avellaneda[Nota 1] \| Alianza Lima \| 2:2 \| Independiente \| \| 7 de junio \| Avellaneda \| Independiente \| 5:1 \| Millonarios \| \| 28 de junio \| Bogotá[Nota 1] \| Alianza Lima \| 1:2 \| Millonarios \| \| 8 de julio \| Bogotá \| Millonarios \| PP:GP[Nota 2] \| Independiente \| |            |               |           |               |
| Fecha | Lugar      | Local         | Resultado | Visitante     |
| 7 de mayo | Bogotá     | Millonarios   | 3:2       | Alianza Lima  |
| 31 de mayo | Avellaneda | Independiente | 4:0       | Alianza Lima  |
| 4 de junio | Avellaneda | Alianza Lima  | 2:2       | Independiente |
| 7 de junio | Avellaneda | Independiente | 5:1       | Millonarios   |
| 28 de junio | Bogotá     | Alianza Lima  | 1:2       | Millonarios   |
| 8 de julio | Bogotá     | Millonarios   | PP:GP     | Independiente |

### Grupo 3
| Equipo           | Pts. | PJ | PG | PE | PP | GF | GC | DG |
| ---------------- | ---- | -- | -- | -- | -- | -- | -- | -- |
| Colo-Colo        | 6    | 4  | 3  | 0  | 1  | 9  | 7  | 2  |
| Barcelona        | 4    | 4  | 2  | 0  | 2  | 9  | 4  | 5  |
| Deportivo Italia | 2    | 4  | 1  | 0  | 3  | 2  | 9  | –7 |

| \| Fecha \| Lugar \| Local \| Resultado \| Visitante \| \| ---------- \| --------- \| ---------------- \| --------- \| ---------------- \| \| 3 de mayo \| Guayaquil \| Barcelona \| 0:1 \| Deportivo Italia \| \| 7 de mayo \| Santiago \| Colo-Colo \| 4:0 \| Deportivo Italia \| \| 13 de mayo \| Guayaquil \| Barcelona \| 2:3 \| Colo-Colo \| \| 17 de mayo \| Caracas \| Deportivo Italia \| 1:2 \| Colo-Colo \| \| 24 de mayo \| Caracas \| Deportivo Italia \| 0:3 \| Barcelona \| \| 28 de mayo \| Santiago \| Colo-Colo \| 0:4 \| Barcelona \| |           |                  |           |                  |
| Fecha | Lugar     | Local            | Resultado | Visitante        |
| 3 de mayo | Guayaquil | Barcelona        | 0:1       | Deportivo Italia |
| 7 de mayo | Santiago  | Colo-Colo        | 4:0       | Deportivo Italia |
| 13 de mayo | Guayaquil | Barcelona        | 2:3       | Colo-Colo        |
| 17 de mayo | Caracas   | Deportivo Italia | 1:2       | Colo-Colo        |
| 24 de mayo | Caracas   | Deportivo Italia | 0:3       | Barcelona        |
| 28 de mayo | Santiago  | Colo-Colo        | 0:4       | Barcelona        |

## Fases finales
Las fases finales estuvieron compuestas por dos etapas: semifinales y final. A los tres clasificados de la fase de grupos se les sumó Santos de Brasil, campeón de la Copa de Campeones de América 1963. En caso de que dos de los participantes pertenecieran a un mismo país, ambos debieron enfrentarse en las semifinales, a fin de evitar que pudieran encontrarse en la final.

### Cuadro de desarrollo
|  | Semifinales                | Semifinales                | Semifinales                |   |               | Final            | Final            | Final            |  |
|  | 15 de julio al 1 de agosto | 15 de julio al 1 de agosto | 15 de julio al 1 de agosto |   |               | 6 y 12 de agosto | 6 y 12 de agosto | 6 y 12 de agosto |  |
|  |                            |                            |                            |   |               |                  |                  |                  |  |
|  |                            |                            |                            |   |               |                  |                  |                  |  |
|  | Independiente              | 3                          | 2                          |   |               |                  |                  |                  |  |
|  | Independiente              | 3                          | 2                          |   |               |                  |                  |                  |  |
|  | Santos                     | 2                          | 1                          |   |               |                  |                  |                  |  |
|  | Santos                     | 2                          | 1                          |   | Independiente | 0                | 1                |                  |  |
|  |                            |                            |                            |   | Independiente | 0                | 1                |                  |  |
|  |                            |                            | Nacional                   | 0 | 0             |                  |                  |                  |  |
|  | Nacional                   | 4                          | Nacional                   | 0 | 0             | 4                |                  |                  |  |
|  | Nacional                   | 4                          |                            |   |               | 4                |                  |                  |  |
|  | Colo-Colo                  | 2                          | 2                          |   |               |                  |                  |                  |  |
|  | Colo-Colo                  | 2                          | 2                          |   |               |                  |                  |                  |  |
|  |                            |                            |                            |   |               |                  |                  |                  |  |

- Nota: En cada llave, el equipo que ocupa la primera línea es el que definió la serie como local.

### Semifinales
| 15 de julio de 1964 | Santos                        | 2:3 (2:2) | Independiente                           | Estadio de Maracaná, Río de Janeiro                        |                                                            |
|                     | Pepe 25' · Pernambuquinho 35' |           | Rodríguez 43' · Bernao 45' · Suárez 89' | Asistencia: 80 000 espectadores Árbitro(s): Arthur Holland | Asistencia: 80 000 espectadores Árbitro(s): Arthur Holland |

| 22 de julio de 1964 | Independiente            | 2:1 (1:1) | Santos                | Estadio La Doble Visera, Avellaneda                        |                                                            |
|                     | Mori 37' · Rodríguez 68' |           | Toninho Guerreiro 38' | Asistencia: 60 000 espectadores Árbitro(s): Arthur Holland | Asistencia: 60 000 espectadores Árbitro(s): Arthur Holland |

| 15 de julio de 1964 | Colo-Colo                      | 2:4 (0:2) | Nacional                                      | Estadio Nacional, Santiago                             |                                                        |
|                     | Baeza 62' (a.g.) · Álvarez 77' |           | Sanfilippo 6', 72' · Leites 44' · Douksas 86' | Asistencia: 41 280 espectadores Árbitro(s): Jim Finney | Asistencia: 41 280 espectadores Árbitro(s): Jim Finney |

| 1 de agosto de 1964 | Nacional                                 | 4:2 (3:1) | Colo-Colo                | Estadio Centenario, Montevideo                           |                                                          |
|                     | Douksas 11' · Jaburú 17' 44' · Pérez 76' |           | Jiménez 28' · Valdés 54' | Asistencia: 55 000 espectadores Árbitro(s): Kevin Howley | Asistencia: 55 000 espectadores Árbitro(s): Kevin Howley |

### Final
| Ida; 6 de agosto de 1964 | Nacional | 0:0 | Independiente | Estadio Centenario, Montevideo                       |  |
|                          |          |     |               | Asistencia: 60 000 espectadores Árbitro(s): Leo Horn |  |

| Vuelta; 12 de agosto de 1964                                          | Independiente | 1:0 (1:0) | Nacional | Estadio La Doble Visera, Avellaneda                            |                                                                |
|                                                                       | Rodríguez 35' |           |          | Asistencia: 80 000 espectadores Árbitro(s): José Dimas Larrosa | Asistencia: 80 000 espectadores Árbitro(s): José Dimas Larrosa |
| Último partido de la entonces llamada «Copa de Campeones de América». |               |           |          |                                                                |                                                                |

|                                   |
| Bandera de Argentina              |
| Campeón Independiente 1.er título |

## Estadísticas

### Goleadores
| Jugador         | Club          | Goles | PJ |
| --------------- | ------------- | ----- | -- |
| Mario Rodríguez | Independiente | 6     | 7  |
| Celino Mora     | Cerro Porteño | 5     | 4  |
| Nivaldo         | Barcelona     | 5     | 4  |